# Ocotea foetens
Ocotea foetens (Aiton) Baill. è un albero sempreverde della famiglia delle Lauraceae.
È una delle essenze tipiche della laurisilva di Madera e delle isole Canarie.

## Descrizione
Ocotea foetens è endemico della Macaronesia. Come altre specie del genere Ocotea, è ricco di oli essenziali, che danno un odore spiacevole al legno appena tagliato (da cui il nome foetens, che in latino significa nauseante). È raramente usato come pianta ornamentale. È un albero sempreverde che di solito cresce fino a 30 m d’altezza, anche se alcuni esemplari possono raggiungere i 40 m. Comunemente cresce con tronchi multipli e dotati di rami dalla base. La corteccia è ruvida e irregolare, di colore scuro; i giovani rami sono spigolosi, con una corteccia liscia, a volte rossastri nelle aree di crescita recente. Il legno è scuro e duro.
Le foglie sono lunghe circa 9–12 cm e larghe 3–5 cm, oblunghe-lanceolate fino a quasi ellittiche, acuminate all’apice e leggermente indentate alla base. Nelle piante adulte le foglie sono grossolane al tatto, lucide su entrambi i lati, di colore verde scuro sulla superficie superiore, con 2(-4) piccole depressioni a forma di ghiandola all’interno vicino alla base. I piccioli sono corti (fino a 15 mm di lunghezza).
I fiori di entrambi i sessi sono bianchi, spruzzati di verde e giallo pallido ed emanano un profumo leggero. Il perianzio ha sei componenti e ci sono nove stami. La stagione di fioritura predominante va da giugno ad agosto (emisfero boreale).
Il frutto è una bacca dura e polposa e lunga circa 3 cm, la metà inferiore è coperta da una cupola che le dà l’aspetto di una ghianda. Il frutto è verde scuro, si scurisce gradatamente con la maturazione. Il frutto ha un unico seme avvolto in un rivestimento duro. Quando i frutti cadono si separano dalla cupola. La germinazione è favorita da umidità e luce.